# ماریا فورتونگلر
ماریا فورتونگلر (آلمانی: Maria Furtwängler؛ زادهٔ ۱۳ سپتامبر ۱۹۶۶) یک هنرپیشه، و پزشک اهل آلمان است. او در مجموعه تلویزیونی صحنه جرم (Tatort) ایفای نقش کرده است.